# Хомич, Дмитрий Николаевич
Дми́трий Никола́евич Хо́мич (род. 4 октября 1984, Орджоникидзе) — российский футболист, вратарь. Выступал за юношескую и молодёжную сборные России.

## Карьера
Карьера Хомича началась во владикавказской «Юности», а затем он оказался в футбольной школе местного «Спартака». В 15 лет дебютировал на профессиональном уровне в составе клуба второго российского дивизиона «Моздок». В 2001 году перешёл в «Аланию». Первые два с половиной сезона в команде выступал только за дублёров и за «Аланию-2». Дебютировал в премьер-лиге 16 августа 2003 года в матче против «Крыльев Советов», заменив на 18-й минуте получившего серьёзную травму головы Илью Близнюка. В 9 матчах чемпионата-2003 он пропустил 7 мячей, и в 2004 году стал получать больше практики в основном составе «Алании» (14 игр, 23 пропущенных мяча).
После завершения контракта с «Аланией» в начале 2005 года стал игроком московского «Спартака». За три года в команде он сыграл только в 11 матчах (из них 4 в чемпионате) находясь за спиной более опытных вратарей — Войцеха Ковалевски и Стипе Плетикосы. В марте 2008 года он был передан в аренду в «Спартак-Нальчик», после завершения сезона-2008 вернулся в московский «Спартак», однако в феврале 2009 года повторно был отдан в аренду на год в клуб из Нальчика.
В феврале 2010 года вернулся во владикавказскую «Аланию», где вновь стал основным стражем ворот. В 2013 году получил перелом кисти и выбыл на 4 месяца, а уже в 2014 году покинул команду, снявшуюся с первенства ФНЛ. Хомич присоединился к «Кайрату» и принял казахстанское гражданство.
В октябре 2014 года Хомич и ещё четыре футболиста «Кайрата» были отстранены клубом от тренировок до конца сезона. В конце ноября 2014 года Хомич расторг контракт с «Кайратом».
В начале сезона 2015/16 перешёл в «Амкар», но за первую часть чемпионата сыграл только один матч. Потом получил небольшую травму и остаток сезона восстанавливался, одновременно помогая в тренировках другим вратарям клуба. 19 мая 2016 года продлил соглашение с клубом ещё на один год. 30 мая 2018 года покинул «Амкар»
Выступал за подмосковный футбольный клуб «Химки», 31 мая 2021 года контракт закончился. 2 июля перешёл в «СКА-Хабаровск».
С июля 2022 года — в тренерском штабе команды Второй лиги «Химки-М».

## Достижения
«Спартак» (Москва)
- Финалист Кубка России: 2005/06
- Серебряный призер Чемпионата России по футболу 2005, 2006, 2007
- Финалист Суперкубка России 2006

«Алания»
- Финалист Кубка России: 2010/11

«Кайрат»
- Обладатель Кубка Казахстана: 2014
- Бронзовый призер Чемпионата Казахстана 2014

«Химки»
Финалист Кубка России 2019/20

## Семья
Дети: Мартин Хомич — футболист, Кристиан Хомич, Марсель Хомич. 